# Vestalaria smaragdina
Vestalaria smaragdina – gatunek ważki z rodziny świteziankowatych (Calopterygidae).